# Hosur
Hosur (o Oossoor) è una suddivisione dell'India, classificata come municipality, di 84.314 abitanti, situata nel distretto di Krishnagiri, nello stato federato del Tamil Nadu. In base al numero di abitanti la città rientra nella classe II (da 50.000 a 99.999 persone).

## Geografia fisica
La città è situata a 12° 43' 0 N e 77° 49' 0 E e ha un'altitudine di 878 m s.l.m..

## Società

### Evoluzione demografica
Al censimento del 2001 la popolazione di Hosur assommava a 84.314 persone, delle quali 44.617 maschi e 39.697 femmine. I bambini di età inferiore o uguale ai sei anni assommavano a 11.270, dei quali 5.690 maschi e 5.580 femmine. Infine, coloro che erano in grado di saper almeno leggere e scrivere erano 63.285, dei quali 35.556 maschi e 27.729 femmine.